# گیاه‌پارچ هوازی
گیاه‌پارچ هوازی (نام علمی: Nepenthes epiphytica) نام یک گونه از سرده گیاه‌پارچ‌ها بوده که فقط در منطقه (Berau) و (East Kutai) در کالیمانتان شرقی، بورنئو شناخته شده است، جایی که در ارتفاع حدود ۱۰۰۰ متری از سطح دریا رشد می‌کند.
قبل از توصیف رسمی آن به عنوان یک گونه، گیاه‌پارچ هوازی به‌عنوان یک گونه از گیاه‌پارچ تیره نزدیک در نظر گرفته می شد. نام گیاه از عادت هوازی گیاه گرفته شده است. 
گیاه‌پارچ لب‌تخت متعلق به "هم‌تافت گیاه‌پارچ والا" است که به‌طور ضعیف تعریف شده است، که همچنین شامل گونه‌های دیگر، گیاه‌پارچ بوشیانا، گیاه‌پارچ چانیانا، گیاه‌پارچ لب‌تخت، گیاه‌پارچ آیما، گیاه‌پارچ فیضل، گیاه‌پارچ تیره، گیاه‌پارچ کلوسی، گیاه‌پارچ والا، گیاه‌پارچ باریک‌برگ و گیاه‌پارچ ووگلی می‌شود.